# Reprezentacja San Marino U-21 w piłce nożnej mężczyzn
Reprezentacja San Marino U-21 w piłce nożnej – młodzieżowa reprezentacja San Marino sterowana przez Federazione Sammarinese Giuoco Calcio. 
Młodzi Sanmaryńczycy jak do tej pory ani razu nie zakwalifikowali się do Mistrzostw Europy U-21.